# Khawlan
Els khawlan són una tribu del sud de l'Aràbia al Iemen, dividits modernament en dues branques, una meridional i una septentrional. El seu ancestre epònim seria Khawlan ibn Amr ibn Malik ibn al-Harith ibn Murra ibn Udad ibn Zayd ibn Amr ibn Arib ibn Zayd ibn Kahlan ibn Saba. La tribu és zaidita.
La facció principal és la dels Khawlan al-tiyal, que viu al sud-est de Sanà i depèn dels bakil. La seva ciutat principal és Djahana, antic centre dels jueus iemenites. La segona fracció és la dels Khawlan al-Sham (també Khawlan ibn Ami i Khawlan kudaa), viu al sud de l'Hedjaz a les muntanyes al nord-oest de Sa'dah.
Van adoptar l'islam el novembre del 631. A la mort de Mahoma van participar en la Rida, però foren sotmesos per Yala ibn Munya (632). Van acollir a dos prínceps perses de Sanà, Djushaysh i Fayruz, expulsats de la ciutat per la revolta dels àrabs dirigits per Kays ibn Abd Yaghuth ibn Makshuh. Sotmès el Iemen el 634 els khawlan van participar en la conquesta àrab d'Egipte.